# Lakehead University
Die Lakehead University ist eine staatliche Universität in Thunder Bay, Kanada. Die Universität verfügt über zwei Campusanlagen. Auf jenem in Thunder Bay studieren etwa 7300 Studenten. Der zweite befindet sich in Orillia, etwa 150 km nördlich von Toronto, auf dem rund 900 Studenten immatrikuliert sind.

## Geschichte

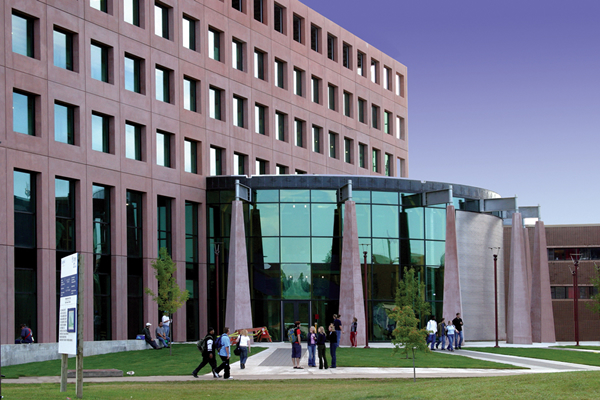
Advanced Technology & Academic Centre

1946 wurde das Lakehead Technical Institute gegründet. Der Zweck war es damals, eine höhere Ausbildungseinrichtung einzurichten, die vorwiegend den Bedarf im nordwestlichen Bereich von Ontario abdeckt. Die Lakehead University entwickelte sich aus dem Lakehead Technical Institute und dem Lakehead College of Arts, Science, and Technology, welches im Jahr 1957 gegründet wurde. Der Lehrbetrieb begann am 4. Juni 1946, durch die Genehmigung der Provinzregierung von Ontario. Anfangs fand der Lehrbetrieb in provisorischen Räumen in der Innenstadt von Port Arthur statt. Im September desselben Jahres wurden die ersten Universitätskurse zum Curriculum hinzugefügt.
Das Lakehead College of Arts, Science and Technology wurde durch die Genehmigung der Provinzregierung am 1. August 1957 eingerichtet. Einige Jahre später wurde das College ausgebaut und neuere Kurse wurden genehmigt. Am 1. Juli 1965 wurden das Lakehead Technical Institute und das Lakehead College of Arts, Science and Technology zusammengeführt und der Name in den heutigen geändert.

## Fachbereiche

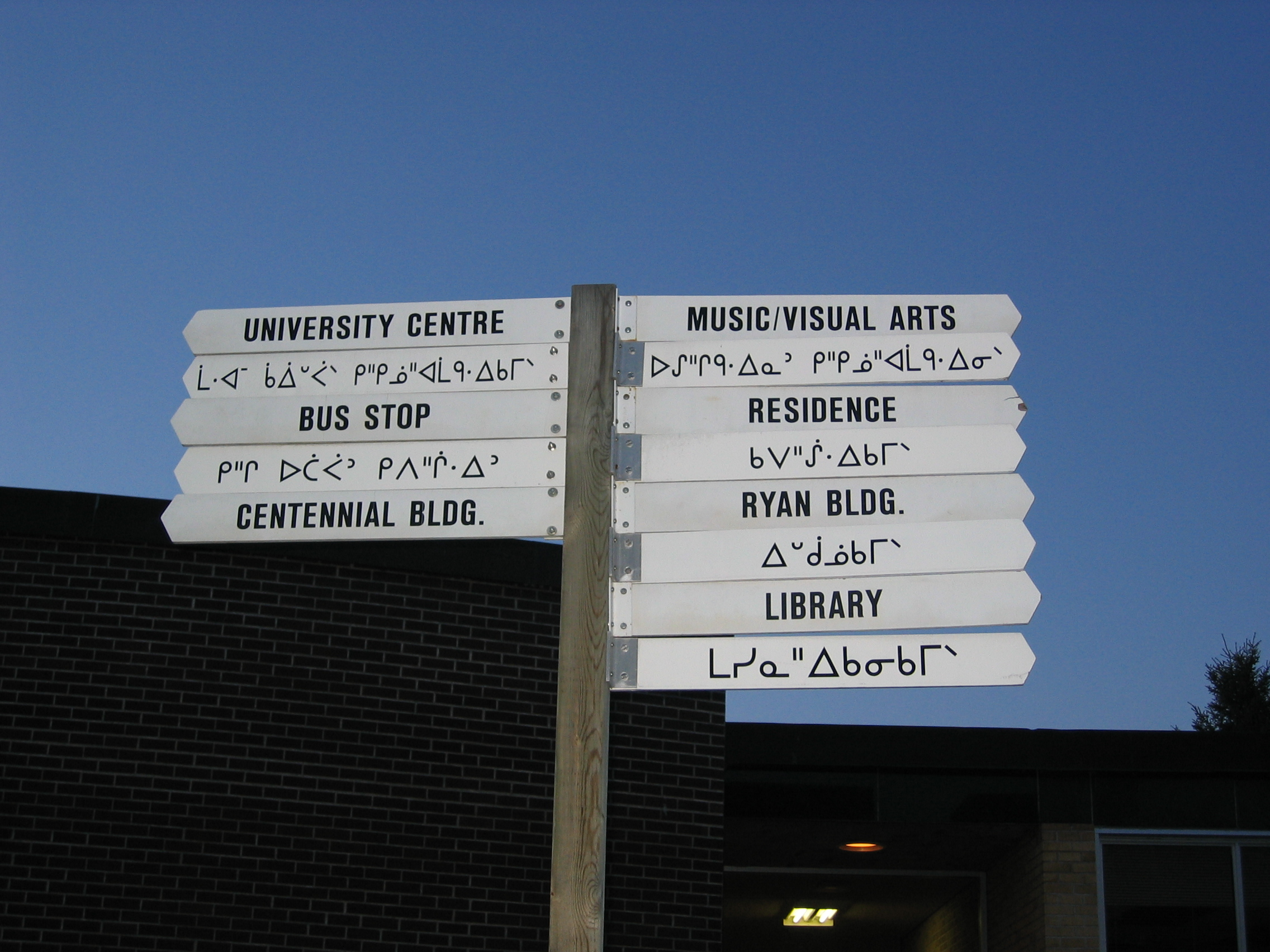
Zweisprachige Wegweiser

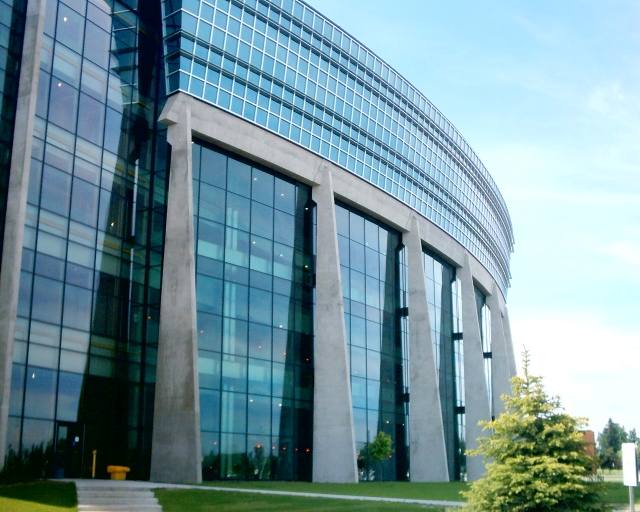
Advanced Technology & Academic Centre, andere Ansicht

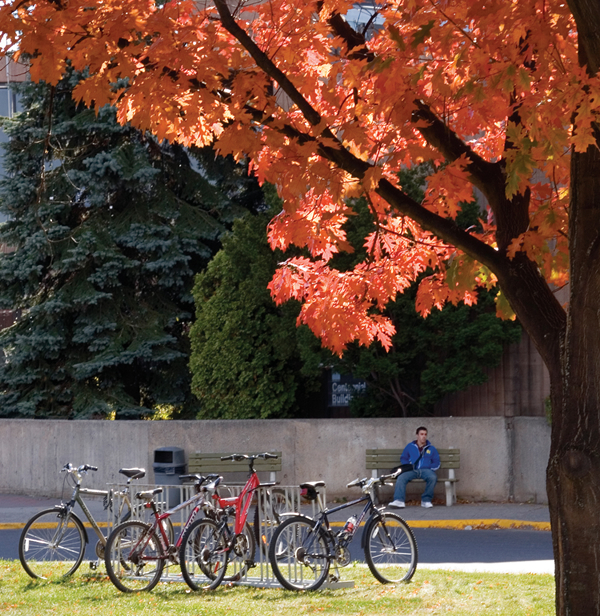
Thunder Bay Campus im Herbst

- Business Administration – Wirtschaftswissenschaften
- Education – Pädagogikwissenschaften
- Engineering – Ingenieurwissenschaften
- Forestry and the Forest Environment – Forst- und Umweltwissenschaften
- Faculty of Health and Behavioural Sciences – Gesundheitswissenschaften
- Science and Environmental Studies – Umweltwissenschaften
- Social Sciences and Humanities – Sozialwissenschaften
- Medicine – Medizinwissenschaften
- Graduate Studies – für Aufbaustudiengänge

## Thunder Bay Campus
Der Campus hat eine Fläche von 32 Hektar und befindet sich südwestlich von Port Arthur, Ontario. In den Jahren 1962 bis 1965 wurden zusätzlich bebaubare Flächen für zukünftige Expansionsmöglichkeiten hinzugekauft. Das erste Gebäude wurde im Jahre 1957 eröffnet. Im Jahre 2005 wurde das Northern Ontario School of Medicine (NOSM) durch eine Zusammenarbeit mit der Lakehead University und Laurentian University in Sudbury gegründet. NOSM wird durch die beiden Fakultäten der Laurentian und der Lakehead Universität betrieben. Die Studenten können sich entscheiden, an welchem Standort sie studieren möchten, da sich an beiden Standorten der kooperierenden Universitäten entsprechende Lehr- und Forschungseinrichtungen befinden.
Die Universität zählt zu den besten Ancient-DNA-Laboratorien auf der Welt. Das Paleo-DNA Laboratory war das erste universitäre Labor in Kanada, welches durch das Standards Council of Canada (SCC) for forensic DNA testing anerkannt und ausgezeichnet wurde. Das Lakehead University Paleo-DNA Laboratory erhielt große Anerkennung durch besondere Forschungsergebnisse in einem breiten Umfeld vor allem bei dem Dokumentarfilm Das Jesus-Grab.

## Orillia Campus
Die Universität eröffnete den ersten kleinen Campus in der Innenstadt von Orillia im Jahre 2006 und im September 2010 wurde ein weiterer kleiner Campus als Ergänzung in der University Avenue eröffnet. Es wurde ein neues Gebäude errichtet, welches das LEED Platinum Abzeichen für energieeffiziente Gebäude erhielt. Ein Studentenwohnheim mit 271 Betten, mehreren Cafeterien und Buchhandlungen wurde im September 2011 eröffnet.

## Deutsch-kanadische Zusammenarbeit
Im Winter 2018 beschlossen die Hochschule Furtwangen, HFU, und Lakehead eine weitreichende Zusammenarbeit. Für die HFU ist dies bereits die dritte Partnerschaft in Kanada, die mit der University of New Brunswick und der University of Prince Edward Island bereits besteht. Michael Lederer, der Prorektor für Internationales und Weiterbildung der HFU, und Rüdiger Kukral vom "Furtwangen Internship Placement Service" FIPS unterzeichneten den Kooperationsvertrag; die Lakehead-Präsidentin Moira McPherson wird im Sommer 2019 einen Gegenbesuch abstatten.

## Persönlichkeiten
- Steve Ashton – Minister der Regierung von Manitoba
- Ronald J. Duhamel – Parlamentsmitglied und Senator (Manitoba)
- Stephen Low – IMAX Film Produzent und Direktor
- Lyn McLeod – kanadischer Politiker, Kabinettsminister (Ontario)
- E.J. Dusty Miller – Bürgermeister von Thunder Bay
- Gary Polonsky – Gründungspräsident und Vizekanzler des University of Ontario Institute of Technology
- Diane Schoemperlen – Romancière
- Jim Foulds – kanadischer Politiker (Ontario)